# マリアーネ・ステインブレシェル
マリアーネ・ステインブレシェル（Marianne Steinbrecher, 1983年8月23日 - ）は、ブラジルの元女子バレーボール選手。サンパウロ市出身。ポジションはアウトサイドヒッター。元ブラジル代表。愛称はマリ。表記のゆれで「マリアンネ・ステインブレシェル」と記述されることがある。

## 来歴
マリはロシア人とドイツ人の子孫である。彼女は14歳の時にバレーボールを始めた。Rolândia/FaccarとGrêmio Londrinenseでプレーした。その後、Osascoでプレーした。Osascoでは、2001、2002、2005年のサロンパスカップで優勝した。2003年のCampeonato Paulistaで優勝した。2003-04年スーパーリーガで優勝した。2006年、彼女はOsascoを退団し、イタリア・セリエAのスカボリーニ・ペーザロに移籍した。2008年、彼女はブラジルのSão Caetano/Blausiegelに移籍し、コッパ・ブラジルに出場した。
2004年にブラジル代表に選出され、ワールドグランプリの日本戦で国際試合初出場。代表歴わずか1ヶ月でブラジルの主力選手へと登りつめ、アテネオリンピックに出場する。五輪本戦でも破壊力のあるスパイクや高速バックアタック等で大活躍を果たすが、決勝ラウンドでは決定的な場面で連続してミスを犯すなど若さと経験不足を露呈し、4位に終わった。2006年の世界選手権以降は代表から外れていたが、2008年に復帰し、ワールドグランプリではMVPを受賞した。同年8月、北京オリンピックに出場し、ブラジル女子初の金メダル獲得に大きく貢献した。
2010年のワールドグランプリの決勝ラウンドで右膝の十字靭帯を損傷し、世界選手権には出場できなかった。
2011年のパン・アメリカンカップ、ブラジル4カ国対抗で代表に復帰した。同年の南米選手権ではベストスパイカー賞を受賞した。2012年、ワールドグランプリで銀メダルを獲得したが、ロンドンオリンピックの最終メンバーから外れた。

## 球歴
- オリンピック - 2004年（4位）、2008年（金メダル）
- 世界選手権 - 2006年（銀メダル）
- ワールドカップ - 2011年（5位）
- ワールドグランドチャンピオンズカップ - 2009年（準優勝）
- ワールドグランプリ - 2004年（優勝）、2006年（優勝）、2008年、2009年（優勝）、2010年、2011年（準優勝）
- 南米選手権 - 2009年、2011年（優勝）

## 受賞歴
- 2008年　ワールドグランプリ　MVP
- 2011年　南米選手権　ベストスパイカー賞

## 所属クラブ
- Gremio Londrinense （1997-2002年）
- BCN Osasco （2002-2003年）
- Finasa Osasco （2003-2006年）
- スカボリーニ・ペーザロ （2006-2008年）
- São Caetano E.C./Blausiegel （2008-2010年）
- Unilever Volley （2010-2012年）
- フェネルバフチェ （2012-2013年）
- プライア・クルーベ（2013-2014年）
- オザスコ（2014-2015年）
- Neruda Volley（2015-2016年）
- Jakarta Pertamina Energi（2015-2016年）
- アソシアソン・ヴォレイ・バウル（2016-2017年）
- Fluminense FC（2020-2021年）